# 패미컴 미니
패미컴 미니(Famicom Mini, 일본어: ファミコンミニ)는 과거 패밀리 컴퓨터용으로 발매된 게임을 닌텐도가 게임보이 어드밴스용으로 이식하여 발매한 시리즈이다.
패밀리 컴퓨터의 20주년을 기념하여 발매되었으며, 게임보이 어드밴스와의 하드웨어 사양의 차이에 의한 해상도 변경과 점수의 저장이 가능한 점 등을 제외하고 기본적으로 순수한 오리지널 버전을 이식하였다. 첫 번째 시리즈는 2004년 2월 14일 '게임보이 어드밴스 SP 패미컴 컬러'와 동시에 발매되었으며, 두 번째 시리즈는 같은해 5월 21일에 발매되었다. 또, 디스크 시스템용 게임을 이식한 디스크 시스템 셀렉션이 발매되기도 하였다.

## 타이틀

### 제1탄
- 슈퍼 마리오브라더스 (닌텐도)

2005년, 슈퍼 마리오브라더스 발매 20주년 기념으로 재판.
- 동키콩 (닌텐도)
- 아이스 클라이머 (닌텐도)
- 익사이트 바이크 (닌텐도)
- 젤다의 전설 1 (닌텐도)
- 팩맨 (남코)
- 제비우스 (남코)
- 마피 (남코)
- 봄버맨 (허드슨 소프트)
- 스타 솔저 (허드슨 소프트)

### 제2탄
- 마리오브라더스 (닌텐도)
- 쿠루쿠루 랜드 (닌텐도)
- 벌룬 파이트 (닌텐도)
- 레킹 크루 (닌텐도)
- 닥터 마리오 (닌텐도)
- 디그더그 (남코)
- 타카하시 명인의 모험도 (허드슨)
- 마계촌 (캡콤)
- 트윈비 (코나미)
- 힘내라 고에몽! 카라쿠리 도중기 (코나미)

### 디스크 시스템셀렉션
- 슈퍼 마리오브라더스 2 (닌텐도)
- 수수께끼의 무라사메성 (닌텐도)
- 메트로이드 (닌텐도)
- 광신화 파르테나의 거울 (닌텐도)
- 젤다의 전설 2 : 링크의 모험 (닌텐도)
- 패미컴 옛날 이야기 신 오니가시마 (닌텐도)
- 패미컴 탐정클럽 사라진 후계자 (닌텐도)
- 패미컴 탐정클럽 Part II 뒤에 서는 소녀 (닌텐도)
- 악마성 드라큘라 (코나미)
- SD건담월드 가챠퐁전사 스크램블 워즈 (반다이)

### 경품
- 기동전사 Z건담 핫 스크램블

2004년 3월 18일 발매된 게임큐브용 소프트 '기동전사 건담 전사들의 궤적'을 구입한 응모자 가운데 추첨으로 2000명에게 발송된 경품
- 제2차 슈퍼로봇대전

2004년 12월 16일에 발매된 게임큐브용 소프트 '슈퍼로봇대전 GC'를 구입한 응모자 가운데 추첨으로 2000명에게 발송된 경품

## 일본 외
미국에서 Classic NES Series, 유럽에서 NES Classics라는 명칭으로 발매되었다.